# مالكولم وماري (فلم 2021)
مالكولم وماري (بالإنجليزية: Malcolm & Marie) فيلم درامي رومانسي أمريكي بالأبيض والأسود لعام 2021، من تأليف وإخراج سام ليفينسون. يقوم بالبطولة جون ديفيد واشنطن وزندايا، وهما كاتب ومخرج وصديقته، تم اختبار علاقتهما ليلة العرض الأول لفيلمه الأخير. كان المشروع أول فيلم في هوليوود يتم كتابته وتمويله وإنتاجه بالكامل خلال جائحة كوفيد 19، حيث تم التصوير في السر في يونيو ويوليو 2020. صدر الفيلم في دور العرض إصدار محدود في 29 يناير 2021، قبل إصداره رقميًا في 5 فبراير 2021 لصالح شركة نيتفليكس.

## طاقم التمثيل
جون دافيد واشنطن: في دور مالكولم
زندايا: في دور ماري 

## أحداث الفيلم
يعود الكاتب والمخرج السينمائي مالكولم إليوت (جون ديفيد واشنطن) إلى المنزل من العرض الأول لفيلمه مع صديقته ماري جونز (زيندايا). يتوقع مالكولم بفارغ الصبر المراجعات النقدية لفيلمه بعد استجابة الجمهور العاطفية من العرض الأول. يلاحظ مالكولم أن ماري تبدو مستاءة، ويحثها على إخباره بما يضايقها. كانت ماري مترددة في بدء نقاش وقتال في منتصف الليل، وتخبره أنها مستاءة من عدم شكرها أو الاعتراف بها في خطابه في العرض الأول. تعتقد ماري أنها أساس فيلمه، وهو دراما عن مدمنة مخدرات سوداء تدعى «إيماني» تكافح من أجل التعافي.
تذهب ماري لتستحم، ويصف مالكولم النساء المختلفات اللواتي كان له علاقات معهن واستلهم منهن شخصية «إيماني»، مشيرًا إلى أن مشاعر إيماني باليأس فقط كانت مبنية على ماري.
قبل أن يبدأ الإثنين في ممارسة الجنس، تستفزه ماري عندما تسأله لماذا لم يدعها تقوم بتمثيل دور «إيماني». تعتقد ماري أنها كانت ستجلب ضعفًا وأصالة إلى الشخصية التي كان من الممكن أن تجعل الفيلم أفضل. ثم يتهم الاثنان بعضهما البعض بغضب بأنهم مغرورين بحياتهم المهنية. تخرج ماري سكينًا وتقوم بتمثيل مشهد إيماني كما لو أنها لا تزال مدمنة على المخدرات، تخيف مالكولم لكنها تثير إعجابه. يذهب الاثنان إلى غرفة نومهما ويتجادلان مرة أخرى، حتى تلقي عليه ماري محاضرة حول حاجته لإطعام غروره وعدم إعترافه بأن حبهما الحقيقي لبعضهما هو الذي ألهمه عمل الفيلم.
يذهب الاثنان إلى الفراش دون أن يقولا أي شيء لبعضهما. يستيقظ مالكولم وحده في السرير في وضح النهار، ويجد ماري وحدها في الخارج وينضم إليها وهما ينظران عبر النافذة، تاركين مصير علاقتهم مجهولاً.

## استقبال الفيلم
منح موقع الطماطم الفاسدة الفيلم تقييم مقداره 58% بناء على آراء 180 ناقد سينمائي، وقال إجماع نقاد الموقع: «لا يتم تحقيق الطموحات دائمًا بشكل مرضٍ، ولكن غالبًا ما يتم تعويض عيوبها من خلال الكيمياء القوية بين نجوم الفيلم».
منح موقع ميتاكريتيك الفيلم تقييم مقداره 53% بناء على آراء 42 ناقد فني.

## وصلات خارجية
https://www.imdb.com/title/tt12676326/ مالكولم وماري (فلم 2021)
https://www.rottentomatoes.com/m/malcolm_and_marie مالكولم وماري (فلم 2021)
https://www.metacritic.com/movie/malcolm-marie مالكولم وماري (فلم 2021)
https://www.netflix.com/sa-en/title/81344370 مالكولم وماري (فلم 2021)